# Tor-Lawrence Mana'o
Tor-Lawrence Mana'o (27 maggio 1999) è un calciatore samoano americano, centrocampista del Crossfire Premier.

## Carriera

### Nazionale
Esordisce in Nazionale il 27 agosto 2015 nella partita amichevole persa per 6-0 sul campo di Figi. Successivamente, il 31 agosto ed il 2 settembre del medesimo anno gioca altre 2 partite in Nazionale, la prima contro Samoa (sconfitta esterna per 3-1) e la seconda contro Tonga (vittoria esterna per 2-1), entrambe valevoli per le qualificazioni ai Mondiali del 2018.